# Molodo
Molodo (rusky Молодо) je řeka v Jakutské republice v Rusku. Je dlouhá 556 km. Povodí řeky má rozlohu 26 900 km².

## Průběh toku
Vzniká soutokem zdrojnic Molodo-Changas-Anabyla a Molodo-Unga-Anabyla a protéká severovýchodním okrajem Středosibiřské vrchoviny. Ústí zleva do řeky Leny.

## Vodní režim
Zdrojem vody jsou sněhové a dešťové srážky. Promrzá do dna od prosince do května.